# Нсибамби, Аполо Робин
Аполо Робин Нсибамби (англ. Apolo Robin Nsibambi; 25 октября 1940 — 28 мая 2019) — угандийский политик, премьер-министр Уганды с 5 апреля 1999 по 24 мая 2011 года. До этого в 1996—1998 годах он был министром публичных служб, в 1998—1999 годах министром образования. Представляет правящую партию Национальное движение за обновление.
До начала политической карьеры Нсибамби был директором Института обновления в Университете Макерере, а в 2003—2007 годах — канцлером этого университета.
Умер 28 мая 2019 года в возрасте 78 лет.